# Зелененька Ірина Алімівна
Зелене́нька Іри́на Алі́мівна нар. м. Бар, Барський район, Вінницька область — українська письменниця, літературознавиця, освітянка, громадська діячка, у лавах Національної спілки письменників України (з 2012), кандидат філологічних наук, старший викладач кафедри української літератури Вінницького державного педагогічного університету імені Михайла Коцюбинського.

## Біографія
Походить із родини інженерів, правозахисників та освітян. До 9 класу навчалася в школі №2, випускниця школи № 4 м. Бар. Здобула музичну освіту та освіту швеї-мотористки, до вступу в університет працювала малярем-оформлювачем на Барській меблевій фабриці, розпочавши трудовий досвід у цехах, створюючи чимало речей для вихованців дитячих центрів на волонтерських засадах. Закінчила філологічний факультет Вінницького державного педагогічного університету імені Михайла Коцюбинського 2001, аспірантуру Вінницького державного педагогічного університету імені Михайла Коцюбинського (2006). кандидатка філологічних наук, дисертацію за творчістю Тараса Мельничука заихстила в ЛНУ ім. І. Франка (2009). Викладач циклу філологічних дисциплін (Барський автомобільно-дорожній технікум Національного транспортного університету) (2001-2009), викладач Барського гуманітарно-педагогічного коледжу ім. Михайла Грушевського (2010-2019), старший викладач кафедри української літератури, доцент кафедри психології у Глухівському національному педагогічному університеті імені Олександра Довженка (2010-2018) - за сумісництвом. Старший викладач кафедри української літератури Вінницького державного педагогічного університету імені Михайла Коцюбинського (із 2018). Живе та працює у Вінниці. Біографія мисткині безпосередньо пов'язана з Києвом та зі Львовом, де живе родина діячки.

## Літературна діяльність
Авторка п'яти книг лірики: «Я тим нічого не вигадую» (2000), «Уявіть собі музику» (2001), «Відкриття модрин» (2005), «Трохи поля на щастя»(2006), «Васильки»(2021).
Художні твори вміщені в багатьох журналах, альманахах, антологіях, хрестоматіях, посібниках із вивчення сучасної української літератури та літератури рідного краю, що поширені в Україні та за кордоном. Зокрема, це такі видання: «Гранослов» (Київ, 2001), «17 вересня» (Вінниця, 2001), «Золота пектораль» (Вінниця, 2001), «Стоголосся» (Вінниця, 2022), «Сто поетів Вінниччини за сто років» (Київ, 2002), «Ми в дорогу вийшли на світанні» (Вінниця, 2008), «Презентація орлиного польоту» (Вінниця, 2009), «День весни» (Вінниця, 2010), «Експрес „МОЛОДІСТЬ“ (Вінниця, 2012), „Вінницький край“ (Вінниця, із 2012 - щорічно), „Форма(р)т“ (Краків-Львів, 2012), "З іменем Кобзаря" (Вінниця, 2013), "Русалка Дністровая" (Вінниця - Будапешт, 2013), «Дністрове гроно» (Київ, 2015), "Літературна Україна" (Київ, 2012, 2016, 2022), "Синусоїда духу" (Житомир, 2016), «Підкова для носорога» (Вінниця, 2016), "Антологія сучасної української літератури. Армія. Мова. література. Віра" (Київ, 2019), "У вінок шани Кобзареві" (Київ-Вінниця, 2018), "Болить душа в краплині слова" (Вінниця, 2018), «Вулицями Вінниці» (Вінниця, 2019), «Подільські Божичі» (Вінниця, 2019), "Краснослов" (Житомир, 2020), «Вінниця в мистецтві художнього слова» (Вінниця, 2021), «Поділля неподільне» (Вінниця, 2021), «Буг то є Бог» (Вінниця, 2022), «Дзвін» (Львів, 2022).
Висловлювання про творчість Ірини Зелененької
«Для Ірини Зелененької світ – це музика. Багато музики. І її поезія – це також передусім музика… Чи це недолік? Хто зна, а, може, так народжується стиль. Принаймні, Ірина вже окреслюється в своїх віршах: змістом, голосом, настроєм».
Анатолій Подолинний, літературознавець (із передмови до збірки віршів Ірини Зелененької "Уявіть собі музику")
«Чесне слово, дуже приємно було прочитати твоє ім’я серед таких грандів, як Володимир Свідзінський і Володимир Забаштанський, та й ще багато інших... А тому, якщо ти не заперечуєш, я до свого дослідження включу й твої твори. Дуже вони мені сподобалися...»
Наталія Науменко, літературознавиця ("Подільський краснослов", с. 541, цитата із листування, архів І. Зелененької)
«...ніяк не знайти мені відповідних слів або висловів подяки за «Відкриття модрин» - третьої книжечки лірики. Щиро гратулюю і подивляю новий вицвіт. Прочитуючи її, прямо поринаю, а то й гублюся. Багато слів мені незнані. Та, оправдую себе - ми за далеким океаном, довгі роки жили ми без контакту з рідною Батьківщиною. А вірші ці моя насолода».
Єфрем Кривий, єпископ УГКЦ у Бразилії (із листування, архів І. Зелененької)
«Якісно, точно, відважно...»
Тарас Кремінь, літературознавець, громадський і політичний діяч ("Подільський краснослов", с. 541)
«Мальовничо, Іринко. Завжди читаю тебе зі захопленням... І пригадався Івасюк: «Я піду в далекі гори, на широкі полонини. І попрошу вітру зворів, аби він не спав до днини».
Юрій Лазірко, письменник, журналіст SNN ("Подільський краснослов", с. 541)
«Королева подільського постсимволізму – Ірина Зелененька».
Віталій Борецький, 2011 (Із передмови до видання "Експрес-Молодість", с.4)
«Поезія вінничанки є зразком капілярного мистецтва, яке Іван Марчук означує пльонтанням. Капілярна лірика – це медитативна, медитативно-сугестивна або ж власне сугестивна поезія, де все тонко переплетено на рівні образів, мотивів, окремих метафор, думок, рефлексій… Отже, творчість Ірини Зелененької вирізняється ідеальною щільністю тексту й загостреністю авторської стилістики. Індивідуальна мова торкається найнесподіваніших лексичних пластів, створює найнеймовірніші контамінації».
Віктор Крупка, 2019 ("Подільські Божичі", с.134)
"Насправді, це гіпертекст, широке полотно багатовікової битви українців за Батьківщину, за право жити вільними на своїй землі...", "Широкі полотна викликають алюзії, як на мене, із "Парфюмером" П. Зюскінда, умовно фентезійними сагами Дж. Мартіна, бо у Зелененької "І міфічно, немов за Шевченка, край неба палає...", "...чим для нас є сьогодні поезія Ірини Зелененької. Літопис? Мартиролог? І попри все - хроніка нашого народження. Щоб нікого не забути, ніколи не пробачити ворогові..."
Андрій Стебелєв, критик, мистець, 2022 (зі статті "Перша книга про перемогу" про "Васильки" І. Зелененької, "Вінницький край", с.147, с.150, с.151)

## Наукова діяльність
Авторка літературознавчих розвідок про  особливості творчості шісдесятників-офіційників і дисидентів, зокрема, про Тараса Мельничука, Василя Стуса, Ігоря Калинця, Станіслава Чернілевського, Ліну Костенко, Євгена Гуцала, поетів „київської школи“, зокрема, про Василя Герасим'юка, Михайла Григоріва, про поезію останньої третини XX століття - першої третини XXI ст. в Україні, а також про творчість учасників руху опору, зокрема, про письменників у лавах УСС та УПА.
Авторка наукових розвідок про українсько-польські літературні взаємини, а також про зв'язки української літератури з австрійською, болгарською, німецькою літературами та літературами Балтії, зокрема, оглядів творчості Станіслава Єжи Лєца, Вані Ангелової (Болгарія), Божени Боби-Диґи (Польща), Міхала Заблоцького (Польща),  Гаррі Дуди (Польща), Марека Вавжинського (Польща), Анжели Димчевої (Болгарія), Іварса Штейнберґса (Латвія).
Авторка літературно-критичних статей про творчість поетів-подолян Петра Перебийноса,  Михайла Стрельбицького, Василя Кобця, Михайла Каменюка, Анатолія Подолинного, Михайла Каменюка, Віктора Мельника, Тетяни Яковенко, Ігоря Павлюка, Валентини Сторожук, Сергія Пантюка, Катерини Калитко, Сергія Татчина, Катерини Девдери, Руслани Мельничук, Юрія Сегеди, Валентини Гальянової, Василя Пастушини, Сергія Шкабари, Віктора Крупки, Вадима Василенка, Сергія Гули, про молоду генерацію. Авторка розвідок про історичну та воєнну прозу й поезію Василя Барки, Уласа Самчука, Юрія Мушкетика, Михайла Стельмаха, Василя Шкляра, Володимира Лиса, Андрія Кокотюхи, Бориса Гуменюка, Андрія Стебелєва, Влада Сорда, Олеся Сеніва, Олександра Стусенка та ін. Особливий інтерес для дослідниці становить сучасна література національного визволення, у контексті подій в Україні з 2014 р.
Авторка першої в Україні літературознавчої монографії за творчістю поета-дисидента Тараса Мельничука, лавреата Шевченківської премії («„Чиї це ілюзії стенають плечима, якого народу?“: Тарас Мельничук і літературний процес 60-90-х років XX століття в Україні» (2008). Авторка перших в Україні посібників-хрестоматій про сучасну літературну генерацію, котра генетично пов'язана з Поділлям - "Інверсія серця: із покоління двотисячників" (2016), "Подільські Божичі" (2019). За "Подільські  Божичі" отримала Всеукраїнську премію ім. М. Коцюбинського (2019). За наукові досягнення до роковин Василя Стуса отримала Премію ім. Андрія М'ястківського (2019). Авторка післямови та співредакторка ювілейного хрестоматійно-антологічного видання Вінницької організації НСПУ "Краснослов" (2020).
Праці Ірини Зелененької (осібні та у співавторстві) оприлюднені у знакових наукових виданнях Польщі, Чехії, Литви, Великої Британії, США, Канади, Іспанії, Німеччини, Угорщини та ін.

## Нагороди та відзнаки
Дипломантка Міжнародного конкурсу «Гранослов» (2001), лавреатка премії Конгресу української інтелігенції «Подільська пектораль» (2009), лавреатка Літературної премії ім. А. М'ястківського (2018), Літературно-мистецька премія «Кришталева вишня» (2019), лавреатка Всеукраїнської літературної премії ім. М. Коцюбинського (2019), лавреатка Міжнародного поетичного конкурсу "Поетична доба" (2021), переможниця Міжнародного поетичного конкурсу "Поетичний вир" (2021) - III місце.

## Громадсько-просвітницька діяльність
Керівниця літературно-мистецької студії студентської творчості та однойменної неформальної літературно-мистецької організації «Інверсія серця» (2010-2019), співкерівниця нарад творчої молоді на Поділлі (як науковиця, як викладач ВДПУ ім. М. Коцюбинського, як заступниця голови ВО НСПУ по роботі з молоддю), модераторка  літературно-мистецьких перформансів, зокрема, на привернення уваги до збереження історико-культурних пам'яток на Поділлі (будиночка Михайла Коцюбинського, фортеці в м. Бар), член журі регіональних, всеукраїнських та міжнародних літературно-мистецьких конкурсів і фестивалів: "Підкова Пегаса", "Малахітовий носоріг", "Житомир-Тен", "Гранослов", "Умань-фест", "Ізотов-фест", проєктів, ініційованих кафедрою української літератури - Міжнародного конкурсу студентських та учнівських творчих робіт "Шевченкова весна", Всеукраїнського конкурсу імені Олени Теліги, Регіонального конкурсу творчих робіт імені М. Стельмаха тощо.
Учасниця та співорганізаторка регіональних, вусеукраїнських, міжнародних літературно-мистецьких свят і фестин: «Гранослов запалює зірки» (2002), «Підкова Пегаса» (2011, 2012), «Умань фесту» (2011), «Сили вітру» (2011), «Малахітового носорога» (2011), Кіплінґ фесту (2012), «Лісової пісні» (2012), «Русалки Дністрової» (2012), «Покрови» (2012), «Барських читань» (2011-2017); модератор літературно-мистецьких акцій, голова оргкомітету Всеукраїнської наукової конференції «Мова твору в контексті проблем вивчення художньої літератури» (2011-2017). Член редакційних колегій наукових збірників і літературно-мистецьких альманахів, таких, зокрема, як "Вінницький край".
Авторка та виконавиця (із власним фортепіанним супроводом) пісень, романсів: "Мій давній друг... Рояль...", "Спустошений рай", "Намальоване море", "Мої слова залишаться..." та ін. Авторка пісенної композиції на вірші Олени Теліги.
Авторка дизайну обкладинок, майстриня книжкової графіки: проілюструвала усі свої книги лірики, монографію про Тараса Мельничука, збірку лірики Оксани Танасогло «Несказане Євою», збірку лірики Анастасії Ісько "Калиніти" (2017), збірку лірики "Натще серце" Дарки Саніцької (2017), збірку лірики Михайла Деркача "Занадто твій" (2019), збірку лірики Сергія Чагайди "Як матір земля" (2019).
Виступила редакторкою книг лірики та авторкою передмов збірки лірики Анастасії Ісько "Калиніти" (2017), збірки лірики "Натще серце" Дарки Саніцької (2017), збірки лірики Михайла Деркача "Занадто твій" (2019), збірки лірики Сергія Чагайди "Як матір земля" (2019), збірки лірики "Дихаю небом" Оксани Павловської (Некитюк) (2020).
Надала змістовні рекомендації з ємкими літературно-критичними міркуваннями щодо членства в НСПУ Віктора Крупки, Анастасії Ісько, Євгенії Юрченко, Олександра Ватаги, Ірини Федорчук.